# Гастев, Алексей Алексеевич
Алексе́й Алексе́евич Га́стев (14 ноября 1923, Суздаль — 11 февраля 1991, Москва) — советский кинодраматург, писатель и искусствовед.

## Биография
Родился в семье революционера, поэта и писателя А. К. Гастева и С. А. Гринблат. Окончил московскую школу № 110. После расстрела отца в 1939 году его мать была арестована и приговорена к пятилетнему сроку как член семьи изменника Родины.
В 1941 году и он сам был арестован и осуждён на 10 лет, на лесоповал. После отбытия срока был освобождён по так называемому условию «минус десять» — с ограничением проживания в десяти крупных городах.
Поступил на графический факультет Института живописи, скульптуры и архитектуры имени И. Е. Репина, скрыв запрет жить в Ленинграде. Лишь на третьем курсе его дело «всплыло» и пришлось спешно покидать город в течение суток. Он продолжил обучение в Риге. Окончание института совпало с потеплением режима в стране и ему вскоре удалось вернуться в Москву.
В кино с 1958 года. Автор сценариев и дикторских текстов научно-популярных и документальных фильмов студий «Центрнаучфильм» и ЦСДФ.
Член Союза журналистов СССР, Союза художников СССР, Союза кинематографистов СССР.
Автор статей по изобразительному искусству, литературе, кино и театру.
Скончался 11 февраля 1991 года в Москве.

### Семья
- Отец — Алексей Капитонович Гастев (1882—1939), профсоюзный деятель, руководитель Центрального института труда, член ВКП(б). Арестован в 1938 году, расстрелян[1];
- Мать — Софья Абрамовны Гринблат (1899—1979)[1];
- Старший брат — Пётр Алексеевич Гастев (1921—1943), участник Великой Отечественной войны, рядовой 645 стрелкового полка 202 стрелковой дивизии, погиб на фронте[5][6];
- Младший брат — Юрий Алексеевич Гастев (1928—1993), политзаключённый, математик, правозащитник, умер в эмиграции[1].

## Фильмография
- 1961 — В Мещёре
- 1961 — Крыша над головой
- 1963 — Окна настежь
- 1963 — Там, за Саянами (совместно с Ю. Альдохиным)
- 1964 — Отто Юльевич Шмидт (автор текстов совместно с В. Шнейдеровым)[7]
- 1964 — Три весны Ленина (автор текстов)[8]
- 1965 — Мост («Горизонт» № 1)[9]
- 1966 — Город в пустыне
- 1966 — Мангышлак, начало пути (автор текстов)[10]
- 1967 — Играет Эмиль Гилельс (автор текстов)
- 1967 — Ленин
- 1967 — Мастерская на Темзе[11]
- 1967 — Парижане
- 1967 — Художник Петров-Водкин[12]
- 1968 — Страница 100
- 1969 — Буква и дух (сценарий и режиссёр)[13]
- 1970 — Великий подвиг[14]
- 1970 — Крейцерова соната
- 1971 — Знаменитые башни
- 1974 — Страна и наука[15]
- 1979 — Аристотель из Болоньи[16]
- 1979 — Аристотель Фиораванти